# Monika Schnarre
Monika Schnarre (ur. 27 maja 1971 w Scarborough) – kanadyjska aktorka, modelka i prezenterka telewizyjna. W 2006 roku wycofała się z pracy w telewizji.

## Życiorys
W wieku 14 lat, Monika rozpoczęła swoją karierę jako modelka. Została odkryta przez agencję Judy Welch Modeling. W 1986 roku wygrała zawody Ford Models, zostając najmłodszą zwyciężczynią tego konkursu. Pojawiła się na okładce amerykańskiego magazynu Vouge, a rok później w Sports Illustrated.
W 1989 roku, Schnarre napisała książkę o swojej przygodzie z modelingiem, zatytułowaną Monika: Between You and Me.
Modelka spróbowała również swoich sił jako aktorka. Najpierw dostawała małe role. W 1994 roku zyskała większą popularność, kiedy dostała rolę Ivany w operze mydlanej Moda na sukces. Oprócz ról w serialach, Monika zagościła również na większym ekranie.
Schnarre była również współprowadzącą kanadyjski program informacyjny, Celebrity RSVP. Aktorka porzuciła karierę, by studiować dziennikarstwo na UCLA.
W 2007 roku, Monika została wolontariuszką w organizacji dobroczynnej Habitat for Humanity w Toronto.
6 sierpnia 2010 roku, Schnarre wyszła za mąż za Storeya Badgera. Mają razem syna, Bode’ego (ur. 8 maja 2013). Aktorka mieszka w Toronto.

## Filmografia

### Filmy
- 1991: Nieustraszony tygrys jako Ashley
- 1991: The Death Merchant jako Amanda
- 1992: Gabinet figur woskowych 2: Zagubieni w czasie jako Sarah Brightman
- 1993: Czarnoksiężnik 2 jako modelka
- 1994: Kuloodporne Serce jako Laura
- 1994: Junior jako pielęgniarka
- 1996: 87. posterunek: Lód jako Augusta Blair
- 1997: Dead Fire jako Kendall Black
- 1997: Rozjemca jako Jane
- 1997: Sanktuarium jako Colette Fortier
- 2001: Turbulencja 3 jako Erica Black
- 2001: Vegas, City of Dreams jako Jessica Garrett
- 2001: Śnieżna pułapka jako Liz Garnett
- 2004: Love on the Side jako Linda Avery
- 2006: Niedofinansowanie jako Juliette Glickman

### Seriale
- 1989: Piątek 13-go jako Sandy Thomerson
- 1990: Piątek 13-go jako Lisa Caldwell
- 1991: Projektantki
- 1991: DEA jako modelka
- 1991: Żar tropików jako Jenny Shipman
- 1994: Boogies Diner jako Zoya
- 1994: Moda na sukces jako Ivana Vanderveld
- 1995–1996: Beverly Hills, 90210 jako Elle
- 1997: Przygody Sindbada jako Alana
- 1997: Jedwabne pończoszki jako Kristin Campbell
- 1997: Szkoła na fali jako Paprika
- 1997: Piątka nieustraszonych jako dr Magda Matleonski
- 1998: Fatalny rewolwer jako Ann Talbot
- 1998: Welcome to Paradox jako Dorothy Duncan
- 1998: Nowe przygody rodziny Addamsów jako Melinda Carver
- 1998–1999: Rycerz Nocy jako Zentare
- 1999–2002: BeastMaster jako czarodziejka
- 1999: Nowe przygody rodziny Addamsów jako kobieta
- 1999: Ziemia: Ostatnie starcie jako Pearl Bell
- 1999: Pamięć absolutna 2070 jako Marissa Lett/Rachel Vespers
- 1999: Pierwsza fala jako Harlie Daniels
- 2000: Karolina w mieście jako Lisa
- 2000: Code Name: Eternity jako Claire Lloyd
- 2000: Hollywood Off-Ramp
- 2001: Andromeda jako porucznik Jill Pearce
- 2002: Just Cause jako Devin
- 2003: Czarodziejki jako Jenna
- 2003: Diabli nadali jako Uli
- 2004: Pokolenie mutantów jako Riley Morgan
- 2005: Andromeda jako Marida